# Burg Wildeck (Irslingen)
Die Burg Wildeck ist eine abgegangene Höhenburg auf 662 m ü. NN bei dem Ortsteil Irslingen der Gemeinde Dietingen im Landkreis Rottweil in Baden-Württemberg.
Die Burg wurde 1279 erwähnt und war im Besitz der Herren von Wildeck und der Grafen von Sulz. Von der ehemaligen Burganlage ist nichts erhalten.